# Заборављени (ТВ серија)
Заборављени је телевизијска серија, снимљена у продукцији Телевизије Београд, 1988. и 1990. године. Сценарио за серију је написао Гордан Михић, а режирао је Дарко Бајић. Серија је емитована недељом на првом програму Телевизије Београд током лета 1992. године. Првобитни термин од 20:00 часова промењен је у каснији због предности ТВ Дневника и политичких емисија намењених тадашњој ситуацији у држави.
Серија је снимана из два дела - 1988. и 1990. године. Упоредо са серијом снимљена су и два филма - Заборављени и Почетни ударац.

## Радња серије
Серија прати живот троје младих људи: Кифле (Срђан Тодоровић), Тунгија (Борис Миливојевић) и Дине (Мирјана Јоковић), који су оптерећени сазнањем да су остављени и одбачени од својих родитеља. Иначе овај део серије од којег је и направљен филм Заборављени, снимљен је према истинитом догађају када је у Крушевцу група малолетника из Дома за напуштену децу у наступу гнева демолирала једну улицу.
Упоредо са животом деце из дома, серија прати и живот деце која не живе у дому, али су у начину модерног живота занемарена од стране својих родитеља. Један од главних ликова серије је васпитач Мартин (Мустафа Надаревић) који повезује радњу серије, као и његова породица: ћерка Гоца (Жељка Цвијетан), наркоманка која је побегла од куће и син средњошколац Мишко (Драган Бјелогрлић), као и његови школски другови Марко (Никола Којо) и Данко (Драган Јовановић). Серија има посебан осврт на односе младих у СФРЈ, крајем осамдесетих година, када су социјалне разлике биле све видљивије међу становништвом.

## Списак епизода
| Епизода                                                                   |
| ------------------------------------------------------------------------- |
| 1. Тунги                                                                  |
| 2. Биља                                                                   |
| 3. Марко                                                                  |
| 4. Мишко                                                                  |
| 5. Бум спреј                                                              |
| 6. Гоца                                                                   |
| 7. Два кубика песка                                                       |
| 8. Свако заслужује слободу и живот, ко се свакодневно бори за њих         |
| 9. Дина, Кифла и Тунги                                                    |
| 10. Џоги                                                                  |
| 11. Све што је реално претвара се у идеално, а све конкретно у апстрактно |

## Улоге
| Глумац                     | Улога               |
| -------------------------- | ------------------- |
| Срђан Тодоровић            | Кифла               |
| Борис Миливојевић          | Станимир "Тунги"    |
| Мирјана Јоковић            | Дина                |
| Мустафа Надаревић          | Васпитач Мартин     |
| Вера Чукић                 | Кифлина мајка       |
| Александар Берчек          | Тунгијев отац       |
| Оливера Марковић           | Управница дома      |
| Властимир Ђуза Стојиљковић | Доктор психолог     |
| Слободан Ћустић            | Стева               |
| Горан Даничић              | Фокс                |
| Дејан Матић                | Костур              |
| Милош Жутић                | Судија              |
| Драган Бјелогрлић          | Мишко               |
| Никола Којо                | Марко               |
| Драган Јовановић           | Данко               |
| Жељка Цвјетан              | Гоца                |
| Татјана Венчеловски        | Вера                |
| Анита Манчић               | Биља                |
| Милица Велимировић         | Љиља                |
| Данило Лазовић             | Адам, Биљин отац    |
| Горица Поповић             | Деска, Биљина мајка |
| Љиљана Драгутиновић        | Мартинова жена      |
| Михаило Миша Јанкетић      | Стева, Марков отац  |
| Ђурђија Цветић             | Маркова мајка       |
| Петар Краљ                 | Данков отац         |
| Мира Бањац                 | Данкова мајка       |
| Милутин Бутковић           | Директор гимназије  |
| Рената Улмански            | Разредни старешина  |
| Вука Дунђеровић            | Професор математике |
| Радмила Живковић           | Професор физичког   |
| Жарко Лаушевић             | Аца „Вена“          |
| Жарко Радић                | Сингер              |
| Весна Тривалић             | Дебела наркоманка   |
| Данило Бата Стојковић      | Адамов таст         |
| Драган Лаковић             | Џогијев отац        |
| Миодраг Мргуд Радовановић  | Вулић               |
| Предраг Ејдус              | Директор - Управник |
| Уликс Фехмију              | Власник кафића      |
| Зијах Соколовић            | Младожења/Ловац     |
| Стеван Гардиновачки        | Кум/Ловац           |
| Миња Војводић              | Стари сват/Ловац    |
| Соња Јауковић              | Млада               |
| Михајло Бата Паскаљевић    | Власник             |
| Александар Тодоровић       | Штајга              |
| Синиша Ћопић               | Крастави            |
| Никола Милић               | Старац у болници    |
| Весна Станојевић           | Млада докторка      |
| Александра Симић           | Васпитачица Јулија  |
| Азра Ченгић                | Васпитачица Зага    |
| Миле Станковић             | Шофер Милун         |
| Еуген Вербер               | Иследник Немац      |
| Радован Миљанић            | Иследник            |
| Марко Баћовић              | Инспектор           |
| Владан Живковић            | Чиновник            |
| Божидар Павићевић Лонга    | Мргодни             |
| Предраг Милинковић         | Трамвајџија         |
| Зоран Бабић                | Тренер кошаркаша    |
| Драгана Николић Калаба     | Службеница          |
| Небојша Бакочевић          | Ашке                |
| Горан Радаковић            | Ашкетов друг        |
| Предраг Тодоровић          | Полицајац           |
| Дијана Шпорчић             | Кућна помоћница     |
| Дејан Спасић               | Наркоман            |
| Вељко Маринковић           | Адамов комшија      |
| Милена Гајић               | Болничарка          |
| Гордана Лес                | Џогијева газдарица  |
| Гојко Балетић              | Лекар               |
| Предраг Милетић            | Шаца                |
| Мило Мирановић             | Домар школе         |
| Љупчо Тодоровски           | Приватник 1         |
| Љубомир Ћипранић           | Приватник 2         |
| Љиљана Јовановић           | Адамова комшиница   |
| Слободан Негић             | Јанош               |
| Милена Тодоровић           | Весна               |
| Раша Дуњић                 | Пасуљко             |
| Драган Васић               | Џоги 1              |
| Бранислав Дамњановић       |                     |

Комплетна ТВ екипа  ▼
| Редитељ              | Дарко Бајић           | (11 еп. 1991)                              |
| Сценариста           | Гордан Михић          | (11 еп. 1991)                              |
| Композитор           | Лазар Ристовски       | (7 еп. 1991)                               |
| Композитор           | Влатко Стефановски    | (7 еп. 1991)                               |
| Композитор           | Бобан Арсовски        | (6 еп. 1991)                               |
| Директор фотографије | Борис Гортински       | (7 еп. 1991)                               |
| Монтажер             | Бранислав Милошевић   | (4 еп. 1991)                               |
| Монтажер             | Мирјана Кицовић       | (3 еп. 1991)                               |
| Монтажер             | Вуксан Луковац        | (3 еп. 1991)                               |
| Сценограф            | Властимир Гаврик      | (1 еп. 1991)                               |
| Сценограф            | Светислав Тодоровић   | (непознат број епизода)                    |
| Декоратер сцене      | Радослав Михајловић   | (непознат број епизода)                    |
| Костимограф          | Емилија Ковачевић     | (7 еп. 1991)                               |
| Одсек за шминку      | Гордана Брадић        | асистент шминкера (непознат број епизода)  |
| Одсек за шминку      | Станислава Зарић      | шминкерка (непознат број епизода)          |
| Менаџер продукције   | Милан Цветковић Цига  | директор филма (7 еп. 1991)                |
| Менаџер продукције   | Александар Стојановић | директор филма (7 еп. 1991)                |
| Менаџер продукције   | Миодраг Стевановић    | организатор (непознат број епизода)        |
| Помоћник режије      | Милан Лугомирски      | помоћник редитеља (непознат број епизода)  |
| Помоћник режије      | Предраг Велиновић     | помоћник редитеља (непознат број епизода)  |
| Одсек за звук        | Петар Јаконић         | тонска обрада (непознат број епизода)      |
| Одсек за монтажу     | Бранислава Петровић   | асистент монтажера (7 еп. 1991)            |
| Одсек за монтажу     | Драгомир Бајалица     | асистент монтажера (непознат број епизода) |

## Песма
Серија је остала упамћена и по песми „Заборављени“, групе Пилоти, која је била уводна шпица серије. Песма је настала 1993. године.
Текст песме Заборављени
```
Можда смо ја и ти
дивљи и ничији
можда нас је туга
заувек везала.
```

```
Кажу нам да смо сви
рођени једнаки
једнаки пред Богом
и под звездама.
```

```
Чујем марширају заставе
звоне кораци у овој ноћи
небо ноћас ратује
а ти ме не питај никада о самоћи.
```

```
Рефрен
Сањам, сањам да си ту
к’о да летим на златном ћилиму
сањам Бог нас проклео
све нам дао, а срећу нам је узео.
```

```
Заборављен сам ја
заборављена ти
негде у тишини наше улице
поноћ је куцнула
ти си се прекрстила
обрисала све једним потезом гумице.
```

```
Рефрен 2x
[
2
]
```